# Maaraba, Rif Dimashq
Maaraba (tiếng Ả Rập: معربا) là một ngôi làng của Syria ở huyện Al-Tall thuộc tỉnh Rif Dimashq. Theo Cục Thống kê Trung ương Syria (CBS), Maaraba có dân số 10.290 người trong cuộc điều tra dân số năm 2004. Cư dân của nó chủ yếu là người Hồi giáo Sunni.